# Conurbazione dell'Olona
Per Conurbazione dell'Olona si intende l'area urbana comprendente, da nord a sud, le città di Gallarate, Busto Arsizio, Legnano. Oltre alle tre maggiori città interessa anche alcuni comuni che si sono ormai saldati con esse, come Castellanza, Olgiate Olona, Cardano al Campo, San Vittore Olona, Cerro Maggiore, Canegrate, San Giorgio su Legnano, Rescaldina, Cassano Magnago, Samarate.
La conurbazione costituisce il nucleo dell'Altomilanese e deve il suo nome al fiume Olona, principale corso d'acqua che l'attraversa. L'area urbana costituisce uno dei più lampanti esempi di conurbazione in Italia ed è una delle aree più densamente popolate della Lombardia.
I vari comuni, in progressiva espansione si sono progressivamente saldati tra loro durante il XX secolo, periodo in cui conobbero una marcata industrializzazione ed una notevole crescita demografica. Busto Arsizio, Gallarate e Legnano, pur essendosi ormai saldate in un unico agglomerato urbano, conservano anche identità proprie e un ruolo di poli ordinatori su vari centri satellite.
Gallarate ha preminenza sui centri della Valle del torrente Arno e su quelli della bassa brughiera ticinese, Busto Arsizio sulla parte bassa della Valle Olona (il cosiddetto Medio Olona o Bustese) e Legnano sui comuni contigui adagiati sulla direttrice del Sempione.